# Il cliente (serie televisiva)
Il cliente (The Client) è una serie televisiva statunitense in 21 episodi trasmessi per la prima volta nel corso di una sola stagione dal 1995 al 1996. La serie è basata sul film del 1994 Il cliente, a sua volta adattato dal romanzo del 1993 di John Grisham, anch'esso intitolato Il cliente.

## Personaggi
- Reggie Love (21 episodi, 1995-1996), interpretato da JoBeth Williams.
- Roy Foltrigg (21 episodi, 1995-1996), interpretato da John Heard.
- Momma Love (21 episodi, 1995-1996), interpretata da Polly Holliday.
- Clint McGuire (21 episodi, 1995-1996), interpretato da David Barry Gray.
- giudice Harry Roosevelt (14 episodi, 1995-1996), interpretato da Ossie Davis.
- Lewis Maddox (7 episodi, 1995-1996), interpretato da David Michael Mullins.
- Jackson Love (6 episodi, 1995-1996), interpretato da Burke Moses.
- dottor Gus Cardoni (6 episodi, 1995-1996), interpretato da William Converse-Roberts.
- Arnie (4 episodi, 1996), interpretato da Derek McGrath.
- Ellie Foltrigg (4 episodi, 1995-1996), interpretata da Valerie Mahaffey.
- Giudice (4 episodi, 1996), interpretato da Thom Barry.
- ufficiale Brill (4 episodi, 1995-1996), interpretato da Brixton Karnes.
- Waldo Gaines (3 episodi, 1995-1996), interpretato da Mac Davis.
- Daniel Holbrook (3 episodi, 1995-1996), interpretato da Harry Lennix.
- Nick (3 episodi, 1996), interpretato da Emilio Borelli.
- Howard Straithe (3 episodi, 1995-1996), interpretato da Allen Williams.
- Walon Clark (3 episodi, 1995), interpretato da Timothy Carhart.
- Nicole (3 episodi, 1995-1996), interpretata da Emmanuelle Bach.
- Ufficiale giudiziario (3 episodi, 1996), interpretato da Ed Krieger.
- Lenny Barlow (3 episodi, 1995), interpretato da Ray McKinnon.

## Produzione
La serie fu prodotta da Warner Bros. Television Le musiche furono composte da Stephen Graziano.

### Registi
Tra i registi della serie sono accreditati:
- Helaine Head (2 episodi, 1995-1996)
- James Quinn (2 episodi, 1995)
- Steven Robman (2 episodi, 1995)
- Vern Gillum (2 episodi, 1996)
- Michael Pavone (2 episodi, 1996)
- Win Phelps (2 episodi, 1996)
- Michael W. Watkins (2 episodi, 1996)

## Distribuzione
La serie fu trasmessa negli Stati Uniti dal 1995 al 1996 sulla rete televisiva CBS. In Italia è stata trasmessa dal 1997 su Rete 4, da giugno 2004 su LA7 e dal 28 gennaio 2009 su Lei con il titolo Il cliente.
Alcune delle uscite internazionali sono state:
- negli Stati Uniti il 17 settembre 1995 (The Client)
- in Germania il 30 ottobre 1996 (Der Klient)
- nel Regno Unito il 22 febbraio 1997
- in Portogallo il 15 luglio 1997 (O Cliente)
- in Spagna (El cliente)
- in Francia (Le client)
- in Grecia (O pelatis)
- in Italia (Il cliente) nel 1997

## Episodi
| Stagione       | Episodi | Prima TV USA | Prima TV Italia |
| -------------- | ------- | ------------ | --------------- |
| Prima stagione | 21      | 1995-1996    | 1997            |